# Tony Fisher

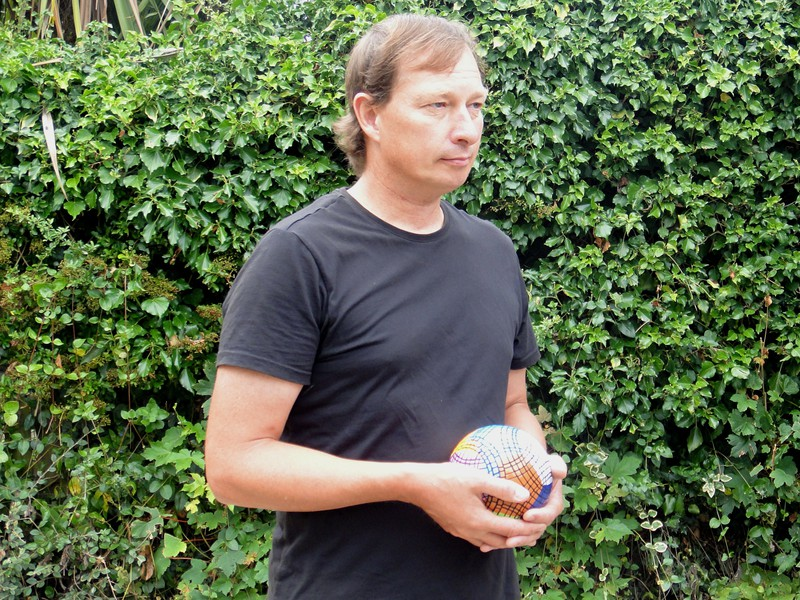
Tony Fisher

Tony Fisher – brytyjski konstruktor łamigłówek znany przede wszystkim z własnych modyfikacji Kostki Rubika. Modyfikowaniem i tworzeniem nowych kostek zajmuje się nieprzerwanie od roku 1981.